# Morgan City (Louisiana)
Morgan City is een plaats (city) in de Amerikaanse staat Louisiana, en valt bestuurlijk gezien onder St. Mary Parish.

## Demografie
Bij de volkstelling in 2000 werd het aantal inwoners vastgesteld op 12.703.
In 2006 is het aantal inwoners door het United States Census Bureau geschat op 11.930, een daling van 773 (-6.1%).

## Geografie
Volgens het United States Census Bureau beslaat de plaats een oppervlakte van
15,6 km², waarvan 15,2 km² land en 0,4 km² water. Morgan City ligt op ongeveer 2 m boven zeeniveau.
Morgan City ligt aan beide oevers van de Atchafalaya River, daar waar deze de Gulf Intracoastal Waterway dwarst. De haven ligt aan deze laatste.

## Plaatsen in de nabije omgeving
De onderstaande figuur toont nabijgelegen plaatsen in een straal van 28 km rond Morgan City.